# Michael Carrick
Michael Carrick (sinh ngày 28 tháng 7 năm 1981 tại Wallsend, Tyne và Wear) là một cựu cầu thủ và là một huấn luyện viên bóng đá chuyên nghiệp người Anh, hiện đang dẫn dắt câu lạc bộ Middlesbrough F.C. thi đấu tại giải bóng đá EFL Championship. Carrick  là từng là thành viên ban huấn luyện của Manchester United dưới thời các huấn luyện viên José Mourinho và Ole Gunnar Solskjær. Từ ngày 21 tháng 11 năm 2021, Carrick là huấn luyện viên tạm quyền dẫn dắt 3 trận đấu của United, và chia tay ban huấn luyện câu lạc bộ vào đêm ngày 2 tháng 12 năm 2021.
Anh từng chơi cho West Ham United và Tottenham Hotspur. Đặc điểm nổi bật của anh là khả năng phân phối bóng sáng tạo và kĩ thuật qua người.. Anh từng 34 lần khoác áo đội tuyển Anh, chơi 369 trận ở Ngoại Hạng Anh và 59 trận tại giải vô địch châu Âu. Trong 7 mùa giải ở sân Old Traford, Carrick đã đoạt được 5 chức vô địch Premier League, 1 chức vô địch UEFA Champions League, 1 danh hiệu FA Cup, 3 danh hiệu EFL Cup và 1 FIFA Club World Cup.
Carrick bắt đầu sự nghiệp bóng đá chuyên nghiệp ở câu lạc bộ West Ham United, tham gia đội trẻ vào năm 1997 và giành cúp FA cho đội trẻ 2 năm sau đó. Cùng trong mùa giải 1999-00, anh được đem cho mượn 2 lần ở các đội Swindon Town và Birmingham City trước khi có chắc chắn một suất trong đội hình chính thức của West Ham United vào mùa giải 2000–01. Câu lạc bộ đã phải xuống hạng vào cuối mùa giải 2002-03 nhưng cá nhân anh đã được bầu chọn vào đội hình của năm của giải hạng nhất Anh trong mùa giải 2003-04. Có mặt trong hơn 150 trận cho West Ham, nhưng Carrick đã chuyển đến câu lạc bộ kình địch cùng thành phố Luân Đôn là Tottenham Hotspur vào năm 2004 với mức phí được xác định vào khoảng 3.5 triệu bảng Anh. Trong đội hình của Tottenham Hotspur, anh đã ghi tổng cộng 2 bàn thắng trong hơn 75 lần được ra sân, trước khi chuyển tới Manchester United vào năm 2006 với mức phí 18 triệu bảng Anh.
Từ sau trận ra mắt, Carrick luôn được lựa chọn vào đội hình xuất phát của Manchester United và anh đã góp mặt trong hơn 50 trận đấu của MU trong mùa giải đầu tiên. Anh đã tự khẳng định mình là nhân tố quan trọng trong đội hình giành chức vô địch giải Ngoại hạng Anh mùa 2006–07 của MU, danh hiệu đầu tiên sau 4 năm của họ. Mùa giải tiếp theo, anh cũng trong thành phần quan trọng của đội hình đã giành chiến thắng trong trận chung kết UEFA Champions League với Chelsea, chơi trọn vẹn 120 phút và giành phần thắng trong loạt đá luân lưu với tỉ số 6-5 đầy may rủi, góp một phần vào chiến dịch dành cú đúp danh hiệu Premier League và Champions League năm 2008. Năm 2009, Carrick cùng đồng đội giành danh hiệu vô địch Premier League lần thứ 3 liên tiếp, nhưng không bảo vệ được chức vô địch Champions League trước Barcelona trong trận chung kết tại Rome.

## Đời sống cá nhân
Carrick có bố là Vince và mẹ là Lynn Carrick. Anh được sinh ra tại Wallsend, vùng Tyne and Wear, và lần đầu tiên được tham gia với bóng là khi anh 5 tuổi và là fan hậm mộ trẻ của Newcastle United, anh ta chơi bóng đá mini ở Anh với Wallsend Boys Club vào tối Thứ bảy, cộng việc tình nguyện câu lạc bộ bóng đá cha minh. Bóng đá đã trở nên quan trọng hơn với anh lúc 12 tuổi khi anh ta được chọn vào trường Trung học Burnside và sau đó là trường North Tyneside. Trong khi đang chơi cho đội bóng Wallsend Boys' Club dưới 16 tuổi, anh cũng đã chơi cho câu lạc bộ England Boys'. Đến khi 13 tuổi, Carrick được vẽ bởi kênh truyền hình BBC kênh trẻ em Live & Kicking tập 49, phát sóng ngày 4 tháng 2 năm 1995. Trong năm học của mình và những năm học sau đó, cho đến khi anh chuyển đến West Ham United, Carrick thực sự đã chơi như Tiền đạo trung tâm; anh bắt đầu thường xuyên chơi như một Tiền vệ tại West Ham. Anh học tại trường Wallsend's Western Middle School và trường trung học Burnside Community High School, và kết thúc kỳ thi GCSE năm 1997.

## Thống kê sự nghiệp cầu thủ

### Câu lạc bộ

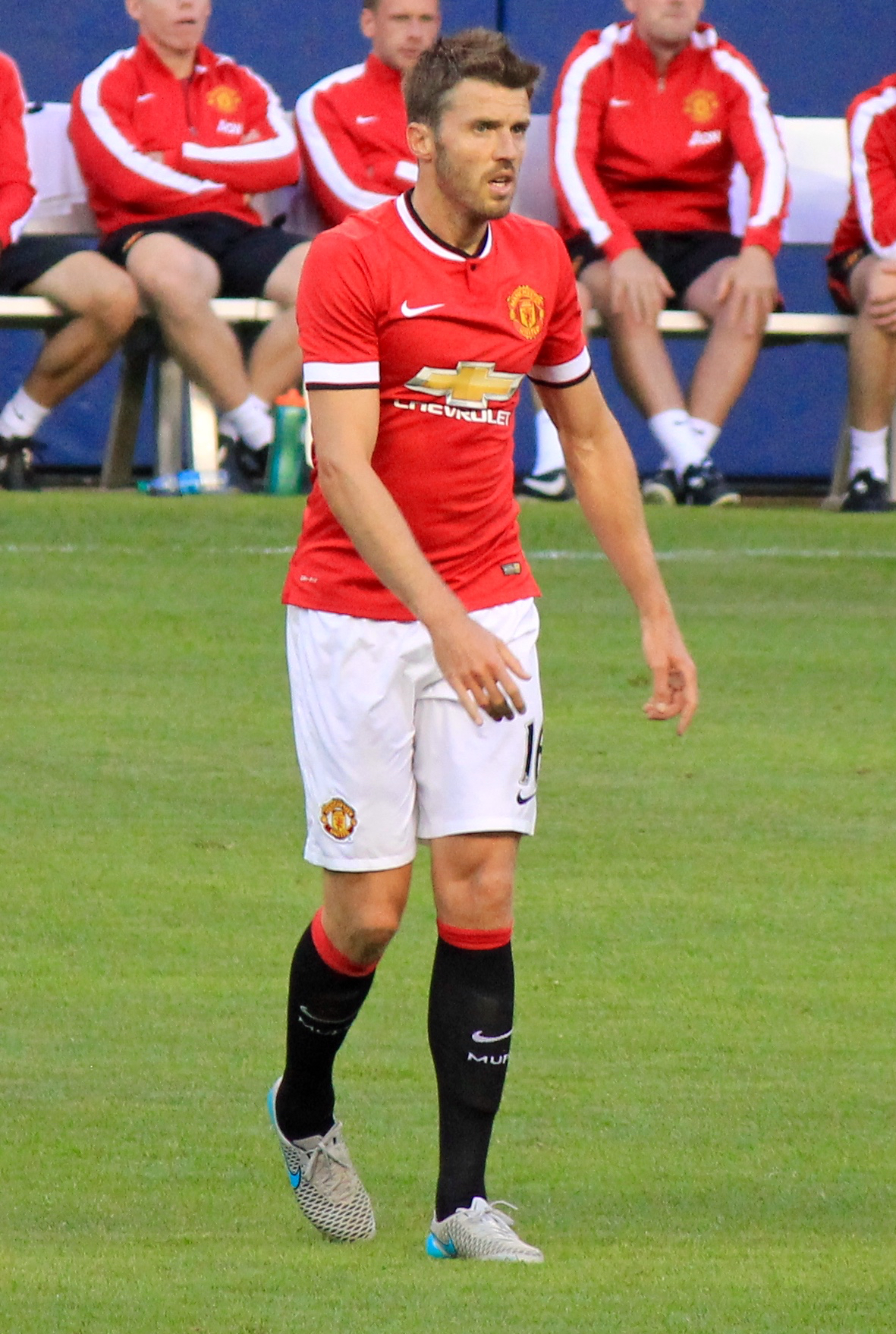
Carrick trong một trận đấu giao hữu tiền mùa giải tháng 7 năm 2015.

Nguồn:
| Câu lạc bộ             | Mùa giải            | Giải đấu            | Giải đấu | Giải đấu | Cúp FA | Cúp FA | Cúp Liên đoàn | Cúp Liên đoàn | Châu Âu | Châu Âu | Khác | Khác | Tổng cộng | Tổng cộng |
| Câu lạc bộ             | Mùa giải            | Hạng                | Trận     | Bàn      | Trận   | Bàn    | Trận          | Bàn           | Trận    | Bàn     | Trận | Bàn  | Trận      | Bàn       |
| ---------------------- | ------------------- | ------------------- | -------- | -------- | ------ | ------ | ------------- | ------------- | ------- | ------- | ---- | ---- | --------- | --------- |
| West Ham United        | 1999–2000           | Premier League      | 8        | 1        | 0      | 0      | 0             | 0             | 1       | 0       | —    | —    | 9         | 1         |
| West Ham United        | 2000–01             | Premier League      | 33       | 1        | 4      | 0      | 4             | 0             | —       | —       | —    | —    | 41        | 1         |
| West Ham United        | 2001–02             | Premier League      | 30       | 2        | 1      | 0      | 1             | 0             | —       | —       | —    | —    | 32        | 2         |
| West Ham United        | 2002–03             | Premier League      | 30       | 1        | 2      | 0      | 2             | 0             | —       | —       | —    | —    | 34        | 1         |
| West Ham United        | 2003–04             | First Division      | 35       | 1        | 4      | 0      | 1             | 0             | —       | —       | 3    | 0    | 43        | 1         |
| West Ham United        | Tổng cộng           | Tổng cộng           | 136      | 6        | 11     | 0      | 8             | 0             | 1       | 0       | 3    | 0    | 159       | 6         |
| Swindon Town (mượn)    | 1999–2000           | First Division      | 6        | 2        | 0      | 0      | —             | —             | —       | —       | —    | —    | 6         | 2         |
| Birmingham City (mượn) | 1999–2000           | First Division      | 2        | 0        | —      | —      | —             | —             | —       | —       | —    | —    | 2         | 0         |
| Tottenham Hotspur      | 2004–05             | Premier League      | 29       | 0        | 6      | 0      | 3             | 0             | —       | —       | —    | —    | 38        | 0         |
| Tottenham Hotspur      | 2005–06             | Premier League      | 35       | 2        | 1      | 0      | 1             | 0             | —       | —       | —    | —    | 37        | 2         |
| Tottenham Hotspur      | Tổng cộng           | Tổng cộng           | 64       | 2        | 7      | 0      | 4             | 0             | —       | —       | —    | —    | 75        | 2         |
| Manchester United      | 2006–07             | Premier League      | 33       | 3        | 7      | 1      | 0             | 0             | 12      | 2       | —    | —    | 52        | 6         |
| Manchester United      | 2007–08             | Premier League      | 31       | 2        | 4      | 0      | 1             | 0             | 12      | 0       | 1    | 0    | 49        | 2         |
| Manchester United      | 2008–09             | Premier League      | 28       | 4        | 3      | 0      | 1             | 0             | 9       | 0       | 2    | 0    | 43        | 4         |
| Manchester United      | 2009–10             | Premier League      | 30       | 3        | 0      | 0      | 5             | 1             | 8       | 1       | 1    | 0    | 44        | 5         |
| Manchester United      | 2010–11             | Premier League      | 28       | 0        | 3      | 0      | 1             | 0             | 11      | 0       | 1    | 0    | 44        | 0         |
| Manchester United      | 2011–12             | Premier League      | 30       | 2        | 2      | 0      | 1             | 0             | 7       | 0       | 1    | 0    | 41        | 2         |
| Manchester United      | 2012–13             | Premier League      | 36       | 1        | 5      | 0      | 0             | 0             | 5       | 1       | —    | —    | 46        | 2         |
| Manchester United      | 2013–14             | Premier League      | 29       | 1        | 0      | 0      | 3             | 0             | 7       | 0       | 1    | 0    | 40        | 1         |
| Manchester United      | 2014–15             | Premier League      | 18       | 1        | 2      | 0      | 0             | 0             | —       | —       | —    | —    | 20        | 1         |
| Manchester United      | 2015–16             | Premier League      | 28       | 0        | 5      | 0      | 1             | 0             | 8       | 0       | —    | —    | 42        | 0         |
| Manchester United      | 2016–17             | Premier League      | 23       | 0        | 2      | 0      | 5             | 1             | 7       | 0       | 1    | 0    | 38        | 1         |
| Manchester United      | 2017–18             | Premier League      | 2        | 0        | 2      | 0      | 1             | 0             | 0       | 0       | 0    | 0    | 5         | 0         |
| Manchester United      | Tổng cộng           | Tổng cộng           | 316      | 17       | 35     | 1      | 19            | 2             | 86      | 4       | 8    | 0    | 459       | 24        |
| Tổng cộng sự nghiệp    | Tổng cộng sự nghiệp | Tổng cộng sự nghiệp | 524      | 27       | 53     | 1      | 31            | 2             | 87      | 4       | 11   | 0    | 701       | 34        |

### Quốc tế
| Anh       | Anh  | Anh |
| Năm       | Trận | Bàn |
| --------- | ---- | --- |
| 2001      | 2    | 0   |
| 2002      | 0    | 0   |
| 2003      | 0    | 0   |
| 2004      | 0    | 0   |
| 2005      | 2    | 0   |
| 2006      | 7    | 0   |
| 2007      | 3    | 0   |
| 2008      | 1    | 0   |
| 2009      | 5    | 0   |
| 2010      | 2    | 0   |
| 2011      | 0    | 0   |
| 2012      | 4    | 0   |
| 2013      | 5    | 0   |
| 2015      | 3    | 0   |
| Tổng cộng | 34   | 0   |

Tính đến ngày 13 tháng 11 năm 2015

## Sự nghiệp huấn luyện viên

### Manchester United
Carick bắt đầu tham gia ban huấn luyện Manchester United vào cuối năm 2018 khi Rui Faria, trợ lý của José Mourinho chia tay đội bóng. Anh được Mourinho giữ lại làm trợ lý của mình trong ban huấn luyện, và sau đó tiếp tục ban huấn luyện khi Ole Gunnar Solskjær thay thế Mourinho vào tháng 12 năm 2018. Vào tháng 11 năm 2021, khi Ole Gunnar Solskjær rời ghế huấn luyện viên sau chuỗi trận thất bại, Carrick được bổ nhiệm làm huấn luyện viên tạm quyền dẫn dắt đội bóng. Carrick đã dẫn dắt United 3 trận đấu thành công với 2 chiến thắng và một hòa, góp phần đưa United sớm lọt vào vòng knock-out của UEFA Champions League 2021–22. Ngay sau trận thắng 3-2 trước Arsenal trên sân nhà trong đêm 2/12, Carrick đã nói lời chia tay đội bóng, mặc dù huấn luyện viên mới của United là Ralf Rangnick đã cố thuyết phục anh ở lại trong ban huấn luyện.

### Middlesbrough F.C.
Ngày 24 tháng 10 năm 2022, một năm sau khi rời Manchester United, Middlesbrough F.C. thông báo bổ nhiệm Micheal Carrick làm huấn luyện viên trưởng. Vào thời điểm này, Middlesbrough đã rơi xuống vị trí thứ 21 trên bảng xếp hạng khi chỉ giành được 17 điểm sau 16 vòng đấu, và đang có nguy cơ xuống hạng. Trận đấu ra mắt của Carrick là thất bại 2-1 trước đội khách Preston North End F.C. (dù đã dẫn trước 1-0) ngày 29 tháng 10 năm 2022.
Dưới sự dẫn dắt của Carrick, Middlesbrough F.C. đã có mùa giải 2022-2023 thành công với vị trí thứ 4 trên bảng xếp hạng chung cuộc và giành vé vào bán kết play-off cho suất lên hạng Premier League thứ 3 của giải. Michael Carrick lọt vào danh sách bình chọn các huấn luyện viên xuất sắc nhất tháng của EFL Championship (vào tháng 11/2022) và giành giải thưởng huấn luyện viên xuất sắc nhất tháng 3/2023.

## Thống kê sự nghiệp huấn luyện viên
Tính đến ngày 3 tháng 5 năm 2023
| Team                          | Từ ngày              | Đến ngày            | Ghi nhận | Ghi nhận | Ghi nhận | Ghi nhận | Ghi nhận        |
| Team                          | Từ ngày              | Đến ngày            | Số trận  | Thắng    | Hòa      | Thua     | Tỉ lệ thắng (%) |
| ----------------------------- | -------------------- | ------------------- | -------- | -------- | -------- | -------- | --------------- |
| Manchester United (tạm quyền) | 21 tháng 11 năm 2021 | 2 tháng 12 năm 2021 | 3        | 2        | 1        | 0        | 066,67          |
| Middlesbrough                 | 24 tháng 10 năm 2022 | hiện nay            | 31       | 18       | 4        | 9        | 058,06          |
| Tổng số                       | Tổng số              | Tổng số             | 34       | 20       | 5        | 9        | 058,82          |

## Danh hiệu

### Tư cách cầu thủ

#### West Ham United
- FA Youth Cup (1): 1998–99 [21]
- UEFA Intertoto Cup (1): 1999

#### Manchester United[22]
- Premier League (5): 2006–07, 2007–08, 2008–09, 2010–11, 2012–13
- FA Cup (1): 2015–16
- EFL Cup (3): 2008–09, 2009–10, 2016–17
- FA Community Shield (6): 2007, 2008, 2010, 2011, 2013, 2016
- UEFA Champions League (1): 2007–08
- UEFA Europa League (1): 2016–17[23]
- FIFA Club World Cup (1): 2008

#### Cá nhân
- Football League First Division PFA Team of the Year: 2003–04[24]
- Premier League PFA Team of the Year: 2012–13[25]
- Manchester United Players' Player of the Year: 2012–13[26]

### Tư cách huấn luyện viên

#### Middlesbrough F.C.
- Huấn luyện viên xuất sắc nhất tháng, EFL Championship, tháng 3/2023.[18]